# Caracol (kommun i Brasilien, Mato Grosso do Sul)
Caracol är en kommun i Brasilien.   Den ligger i delstaten Mato Grosso do Sul, i den södra delen av landet, 1 200 km sydväst om huvudstaden Brasília. Antalet invånare är 5 400.
Omgivningarna runt Caracol är huvudsakligen savann. Trakten runt Caracol är nära nog obefolkad, med mindre än två invånare per kvadratkilometer.